# Châteaux de La Balme
Il ne doit pas être confondu avec le château de Choisy dit de la Balme.
Le château de La Balme ou de la Balme de Sillingy, anciennement château de Cosengier (Cosingier) ou encore de La Balme de Cossengy (castrum Balmæ Cosingiaci) était une maison forte, du XIVe – XVIe siècle, située dans l'ancien comté de Genève. Il se dressait à La Balme-de-Sillingy, aujourd'hui dans le département français de la Haute-Savoie, en région Auvergne-Rhône-Alpes.
Le château de La Balme était le centre d'une châtellenie unie de La Bâtie et de La Balme. Il était associé pour la défense au château de La Bâtie, édifié également au XIVe siècle sur une colline au nord-ouest, et à la maison forte de Dalmaz, datant approximativement à la même période, sur la colline du nord-est.

## Géographie
- Monuments (châteaux, etc.)
- Religion (églises, etc.)

Les trois châteaux, dont seule la maison forte de Dalmaz existe encore, se situent sur le territoire de la commune de La Balme-de-Sillingy, en Haute-Savoie.
Le château comtal de La Balme était situé au pied de la partie occidentale de la montagne de la Mandallaz, dite aussi de La Balme, en retrait du village de La Balme. On le situe en contrebas du cimetière actuel de la commune, là où se trouvait l'ancienne école communale et où a été construit un immeuble avec une halte garderie. Il se trouvait à environ 10 km au nord-ouest du bourg et du château d'Annecy.
Installé à 15 mètres au-dessus du nant ou ruisseau, le château contrôlait, en association avec le château de La Bâtie, le carrefour des voies menant entre Annecy et Clermont et Seyssel et son port sur le Rhône ou Frangy, et de Rumilly vers Genève, par le col de Mandallaz.
À proximité, on trouve un prieuré, qui dépend de Saint-Victor de Genève, ainsi que le second château dit de La Bâtie ou La Bathie,. La défense du passage était complétée par deux autres maison fortes, situées dans l'actuel chef-lieu, dont l'une existe encore à côté de l'église Saint-Martin.
Le château de La Bâtie a été détruit par les Bernois au XVIe siècle. Seul s'est maintenu le toponyme avec la route de la Bathie, surplombant le lac de la Balme.
La maison forte de Dalmaz est installée, au nord, contrôlant la route route qui mène jusqu’à Genève, en passant par Choisy, puis Cruseilles. Le toponyme de Dalmaz s'est maintenu pour désigner le hameau et une route. L'édifice se trouve pris dans un noyau bâti agricole et résidentiel.

## Historique du château de La Balme

### Toponyme
La maison forte est mentionnée, selon les documents et les époques, par différentes formes. Si aujourd'hui, on l'appelle plus facilement château de la Balme ou dit de la Balme de Sillingy, nom de la commune, il a porté anciennement le nom de Cosengier ou Cosingier,.
La plus ancienne mention donne une « maison de La Balme de Cosenggy », Balmæ Cosingiaci, dans un contrat de mariage du comte de Genève, en 1279,. Le Régeste genevois (1866) mentionne les formes Cosengier et Cosingier (1344), pour désigner la paroisse qui aujourd'hui porte le nom de La Balme-de-Sillingy,. Au XIVe siècle, on trouve les formes Cusangici (1306) et Cosengier (1344). François Mugnier, dans son études des comptes de châtellenien donne la forme Balma Cosongiaco.
La paroisse de Sillingy est mentionnée sous les formes Silingiaco ou Sillingiacus, dans la première partie du XIe siècle, qui donnera également Cusangiacus, puis Cilingie en 1231,.
Alors qu'il est en ruines depuis un certain temps, rapporte François Mugnier, les habitants, qui ont oublié son histoire, l'appelle le « château des fées ».

### Possession genevoise
La première mention de cette maison forte remonte à un acte de 1279,,. Il s'agit d'une contrat de mariage entre le comte de Genève, Aymon II et sa future épouse Constance de Moncade ou Béarn, vicomtesse de Marsan, qui donne, entre autres, le château en cas de décès.
Le comte de Genève Amédée II abandonne très probablement son château de Saconnex pour celui de La Balme où il fait son testament le 24 septembre 1306,,,. Vers la fin du XIVe siècle, le château garde ce rôle de résidence comtale avec les deux autres châteaux d'Annecy et de Clermont.
Entre 1332, dans le contexte des guerres entre la maison de Genève et la maison de Savoie, Hugues de Genève, fils du comte Amédée II, le Dauphin Humbert Ier de Viennois et le baron de Faucigny, Hugues, son fils, attaquent et prennent le château ainsi que celui de Soirier (Groisy) appartenant au comte de Genève, Amédée III, en paix et allié au comte de Savoie, Aymon,. Le château est repris par Aymon de Savoie au mois de mai.
Vers 1356, la seigneurie de La Balme devient une châtellenie. Un compte de châtellenie indique que Robert de Genève séjourne dans le château du mois de juillet au mois d'octobre de l'année 1569.
Le 15 octobre 1360, le comte Amédée III de Genève teste dans son château.
En 1370, le château subit un incendie,. L'incendie semble avoir été « si rapide que la vaisselle d'argent ne put être sauvée. On dut la rechercher dans les décombres. », d'après les comptes. Il fait l'objet d'une réparation de la toiture.

### Possession savoyarde
À la fin du XIVe siècle, le dernier membre de la famille de Genève, Robert, disparait et le comté passe à la famille de Thoire et Villars, avant d'être vendu à la maison de Savoie en 1401,. Toutefois, le château et son mandement appartiennent à la comtesse douairière de Genevois, Mathilde d'Auvergne et dont héritera sa fille, Blanche de Genève. L'ensemble n'entre dans le domaine comtal savoyard le 11 janvier 1417, à la suite du rachat des droits à la dernière dame de Rumilly, Mathilde de Savoie, héritière de Blanche de Genève.
Alors que la famille ducale et la Cour de Savoie s'installent au château de Rumilly à partir du mois de septembre 1418, les enfants ducaux, Amédée et Louis, ainsi que leurs sœurs, Marie et Bonne, sont envoyés avec leurs domestiques au château, en raison de conditions sanitaires non satisfaisantes en Albanais. Ils y restent jusqu'à la fin du mois.
À partir du début des années 1430, le comte de Savoie redonne une forme d'autonomie à l'ancien comté de Genève en l'érigeant en apanage le nouveau « comté du Genevois » pour son fils cadet. Toutefois, à la maison de la Balme, le nouveau comte Janus de Savoie lui préfère les châteaux d'Annecy voire de Duingt. Cet abandon amène le site à tomber en ruines.
Son usage sur cette dernière période reste celui d'accueillir le centre de la châtellenie et sa prison.
De 1407 à 1409, le château accueille la future sainte, Colette de Corbie,.

### Possession des Genevois-Nemours et destruction du château
Au siècle suivant, le château et le mandement passent à une branche cadette de la maison de Savoie, les Genevois-Nemours, comtes-apanagistes de Genevois.
En 1691, la seigneurie de La Balme est érigée en comté. Toutefois, le château ne fait pas l'objet d'une attention particulière de la part de ses nouveaux seigneurs, la famille de Reydet de Choisy. Il semble qu'au siècle suivant, il soit totalement ruiné.

## Description du château de La Balme
Bien qu'on le désigne ou le mentionne en tant que château fort, le site semble avoir été plus particulièrement une maison forte. Grâce aux comptes de châtellenie, on connait certains éléments constituant le château
À la suite de l'incendie de 1370, la toiture est refaite, ; 10 000 bardeaux sont ainsi achetés pour la réfection. Un matériau plus élaboré que les maisons communes (en chaume), mais tout aussi inflammable. Le toit de la tour possède un toit en tuiles.
Le château possède une chapelle.

## Château de La Bâtie
Le château de La Bâtie est une bâtie édifiée sur la hauteur, au nord-ouest de La Balme, surplombant l’actuel plan d’eau artificiel de La Balme, et contrôlant au Moyen Âge le carrefour routier. François Mugnier donne une description du site « Le château s'y élevait sur un plateau isolé naturellement de trois côtés, et, au sud, par un fossé artificiel. Le plateau, à cinquante mètres environ au-dessus du niveau inférieur de la vallée, ne dépassait pas celui des terres du sud-ouest à l'ouest-nord ». Pour lui, un « mur épais courait autour de ses bords, flanqué sans doute de tours aux angles »
Elle est mentionnée vers 1308 avec la forme Bastie ou encore en 1368 avec ville Bastie.
Le château a disparu. Le terrain où il se trouvait a été nivelé par la mise en culture et il a très probablement servi de carrière à pierres.

## Maison forte de Dalmaz

### Toponyme
Le nom de Dalmaz prend différentes formes dans les documents médiévaux : Dalma, Darmaz, Darma, Dalmat, etc.. Au-delà d'une légende qui fait remonter le nom à un sultan de Damas fait prisonnier lors des croisades auxquelles auraient participer un membre de la famille de Dalmaz, aucune source ne permette d'en connaître l'origine, ni de savoir si c'est la famille qui a donné son nom à la maison-forte ou l'inverse.

### Historique

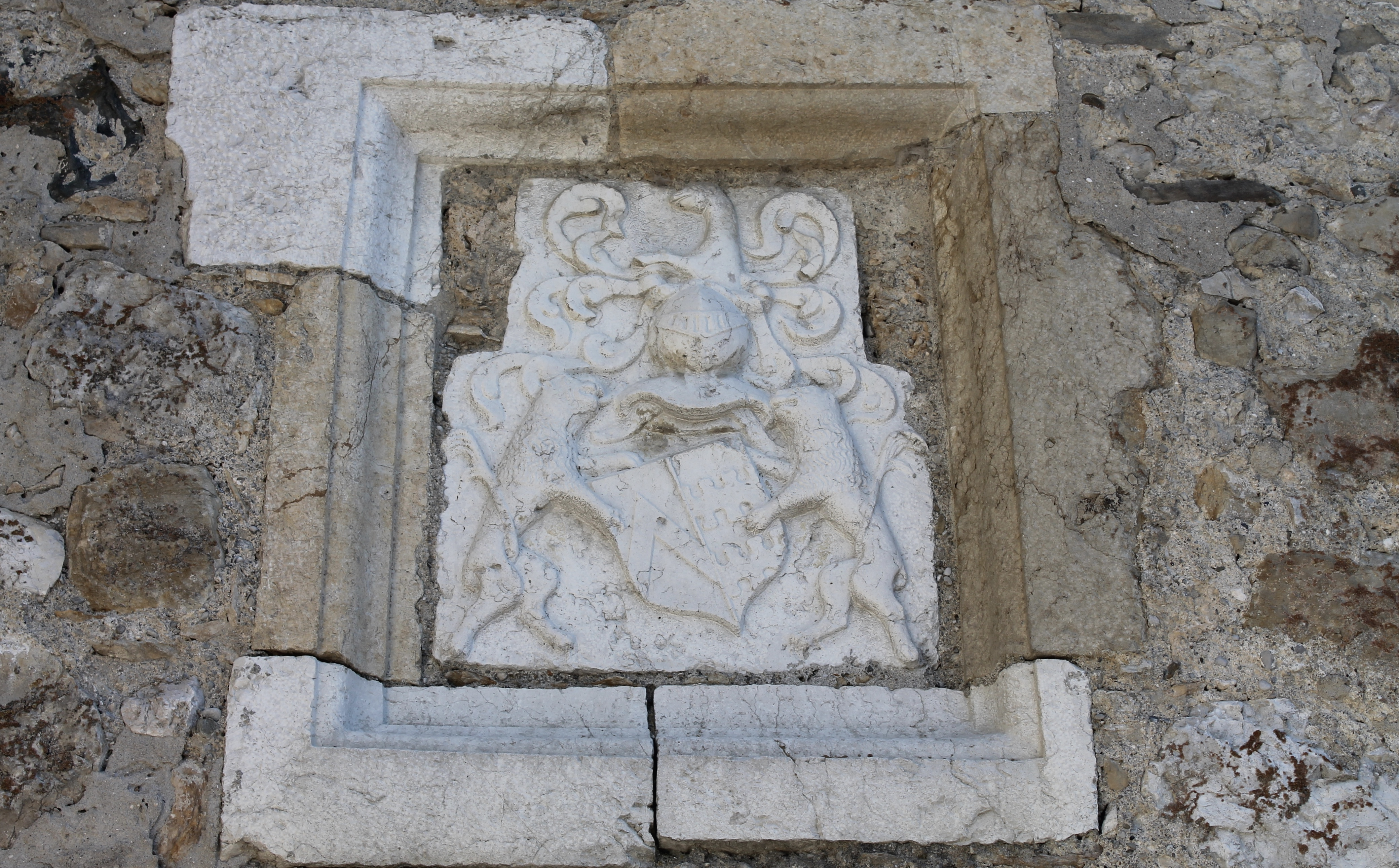
Maison forte de Dalmaz (XIIIe-XIVe), porte surmontée d'un blason "parti : à dextre de sinople à deux fasces ondées d’argent ; à senestre de gueules au chevron d’argent" (armes de Charles-François de Dalmaz, XVIe siècle).

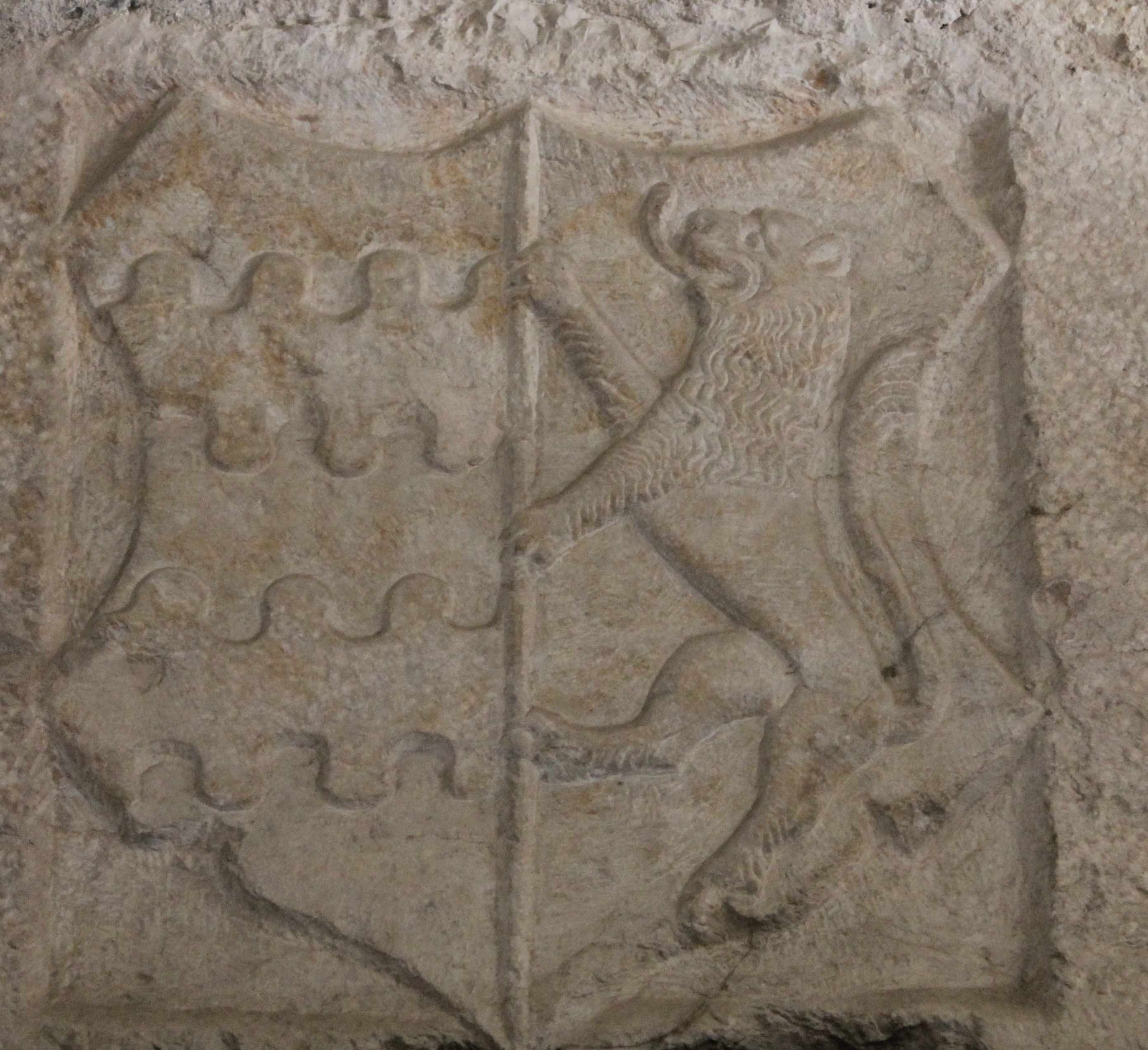
Maison forte de Dalmaz (XIIIe-XIVe), blason au-dessus d'une cave : parti : à senestre de gueules au lion d’argent (qui est d'Angeville) ; à dextre de sinople à la fasce ondée d’argent (qui est de Beaufort) (août 2018).

L'édifice est édifié par les comtes de Genève afin de compléter le système défensif, probablement vers la fin du XIIIe siècle ou au début du XIVe siècle. La première mention précise est celle de la fin du XIVe siècle où un noble Pierre de Dalmaz est dit vivant à La Balme. Cette famille semble posséder la seigneurie de Dalmaz et ce jusqu'au XVIIIe siècle. L'ensemble passe ensuite à la famille Rubelin, non noble, qui le garde jusqu’à l'occupation du duché de Savoie en 1792. Au XIXe siècle, le château est partagé entre plusieurs familles d'agriculteurs.
L'édifice est édifié par les comtes de Genève afin de compléter le système défensif, probablement vers la fin du XIIIe siècle ou au début du XIVe siècle. La première mention précise est celle de la fin du XIVe siècle où un noble Pierre de Dalmaz est dit vivant à La Balme. Cette famille semble posséder la seigneurie de Dalmaz et ce jusqu'au XVIIIe siècle. L'ensemble passe ensuite à la famille Rubelin, non noble, qui le garde jusqu’à l'occupation du duché de Savoie en 1792. Au XIXe siècle, le château est partagé entre plusieurs familles d'agriculteurs.
Au cours du dernier siècle, le château a connu trois incendies domestiques (juillet 1865, 1906, décembre 1985).

### Description

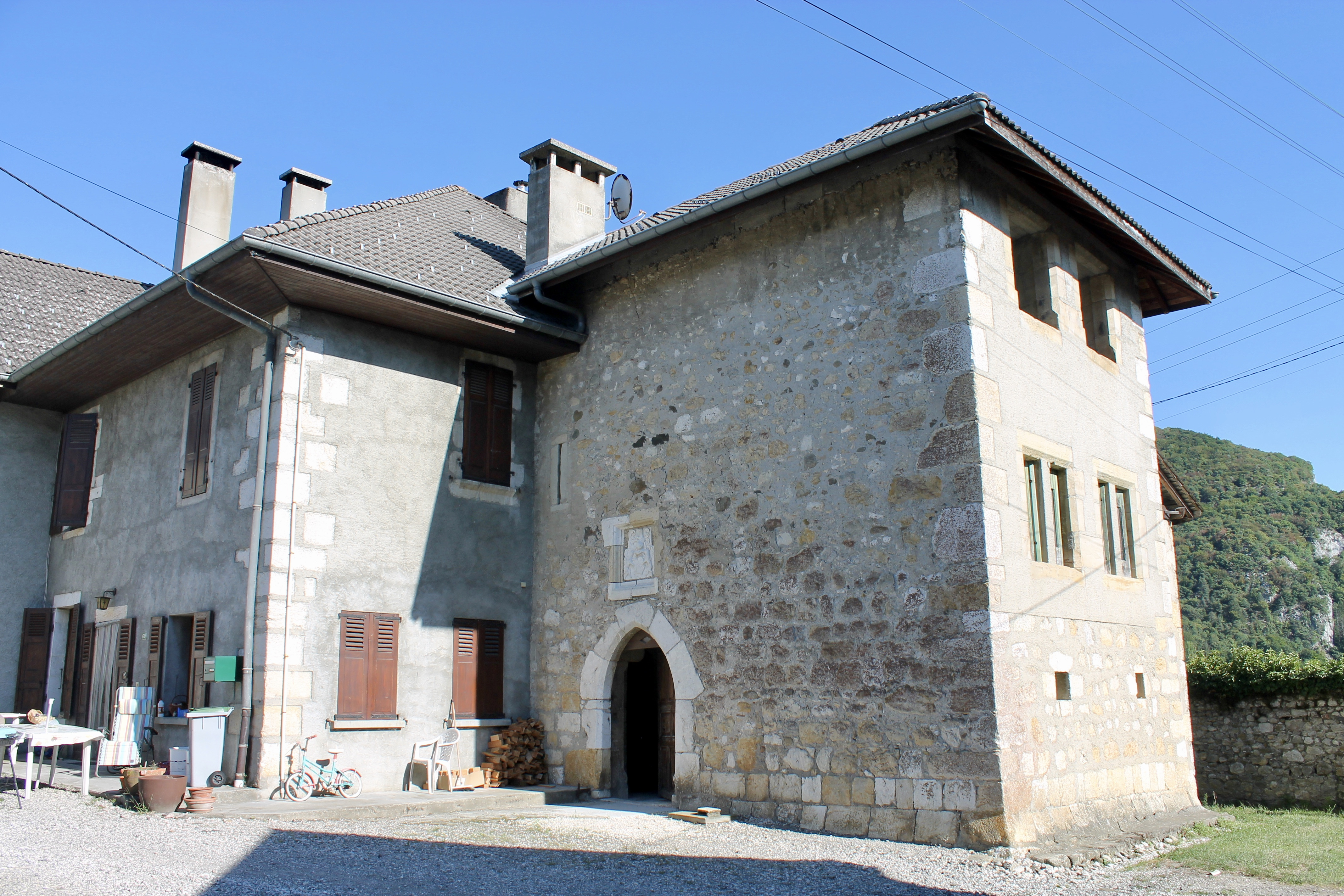
Corps de logis et tour escalier.
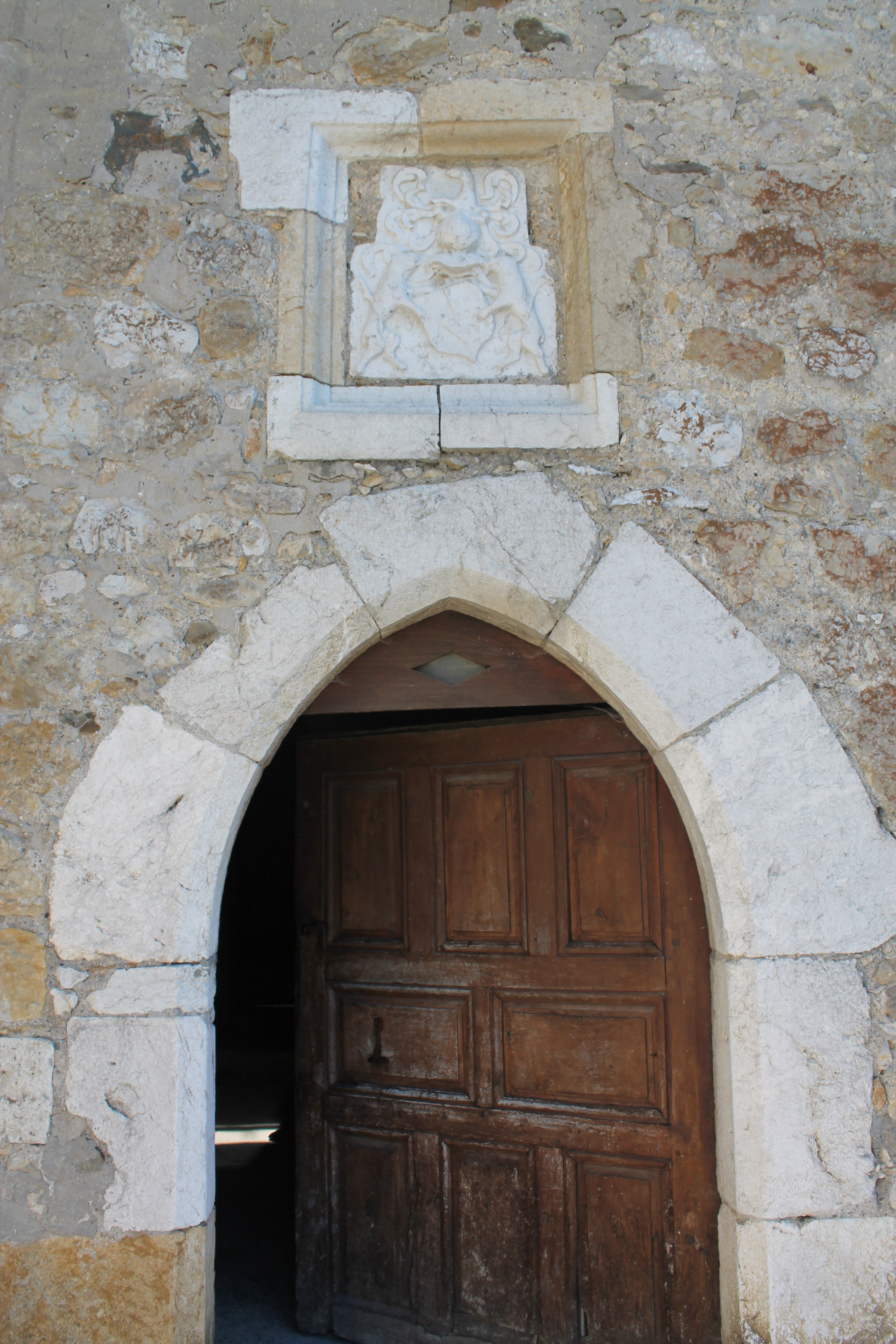
Porte surmontée des armes de Dalmaz (XVIe siècle).
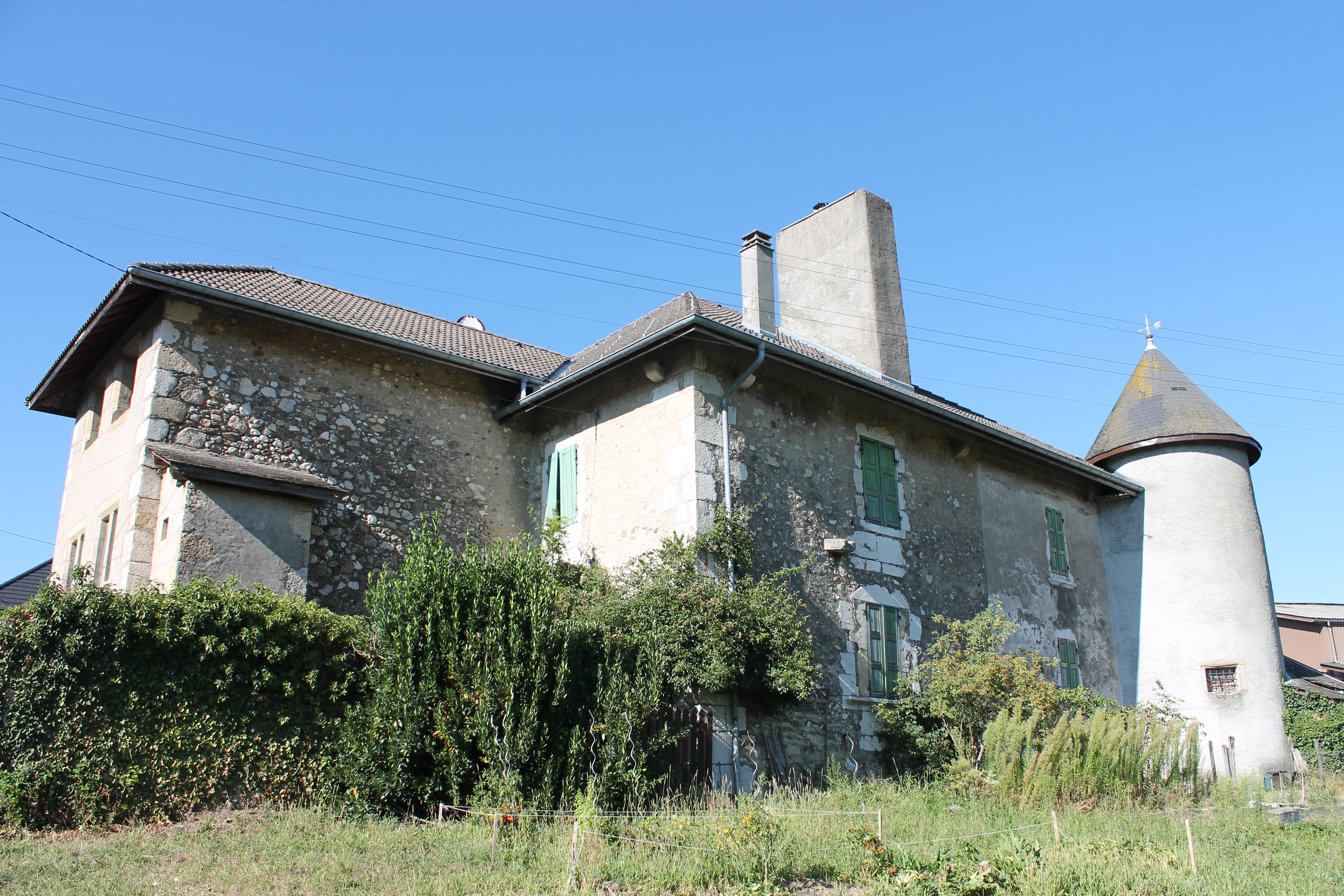
Tour escalier (à gauche) et une tour ronde (à droite), façade sud.
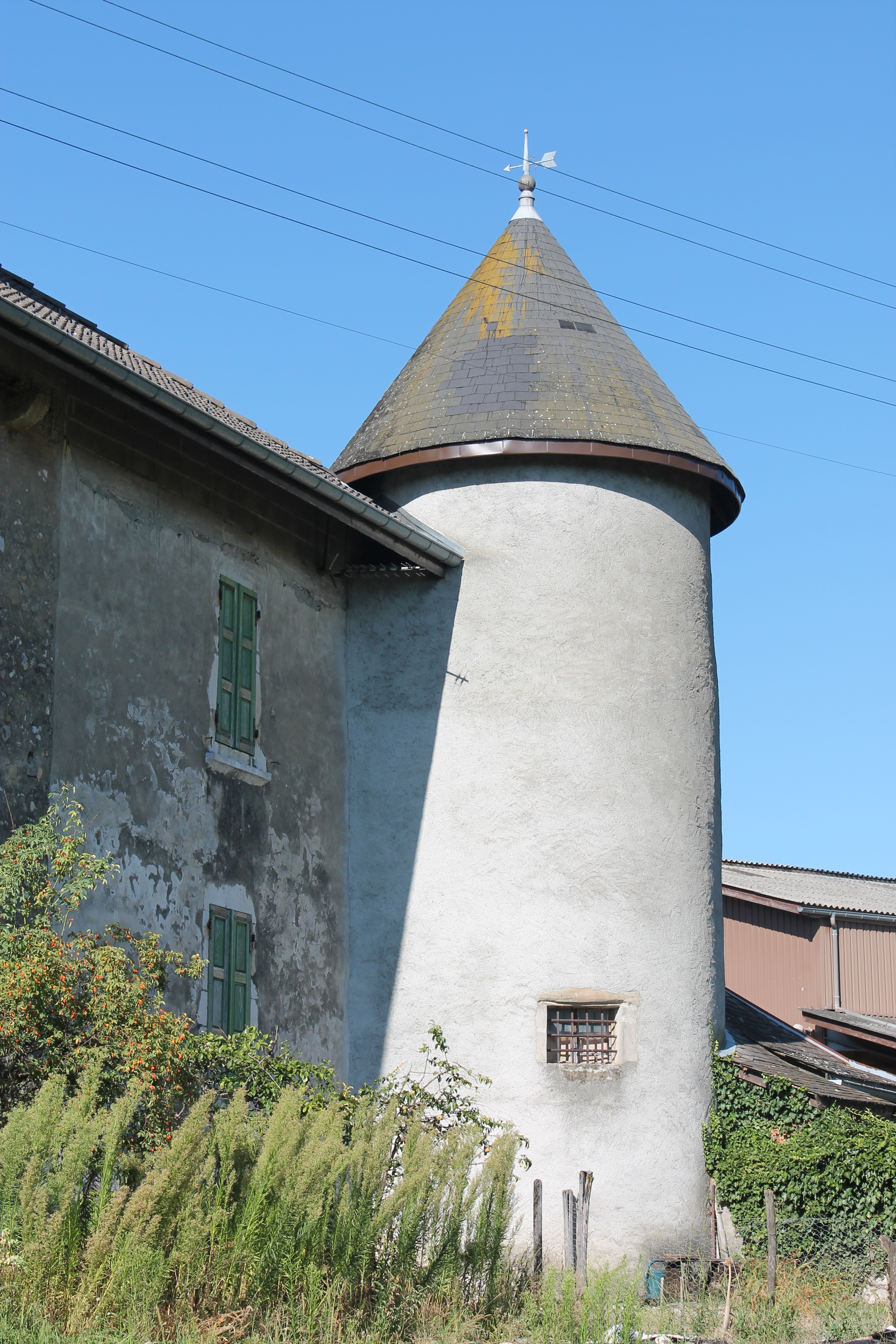
Tour ronde.
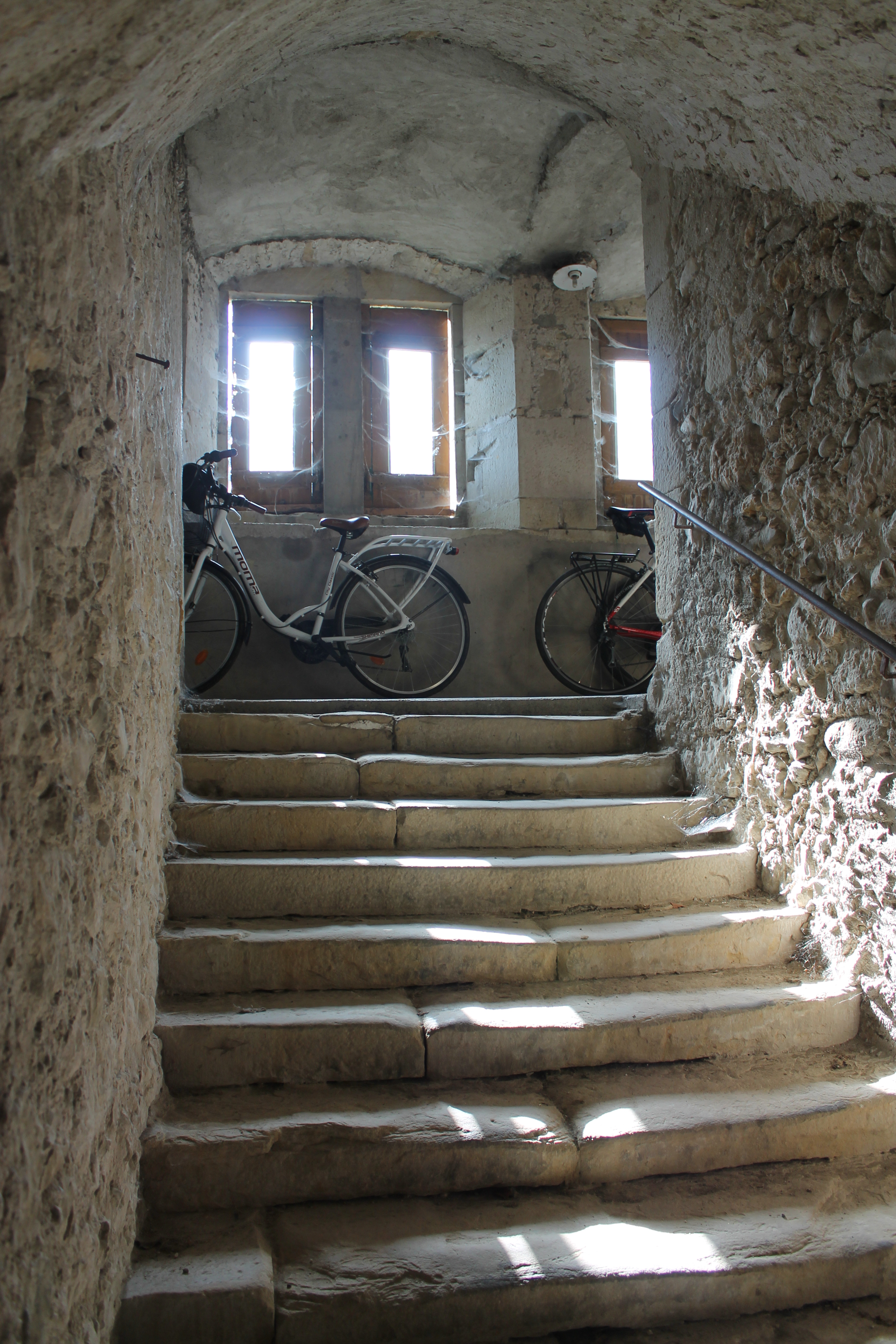
Escaliers renaissance à l’italienne.
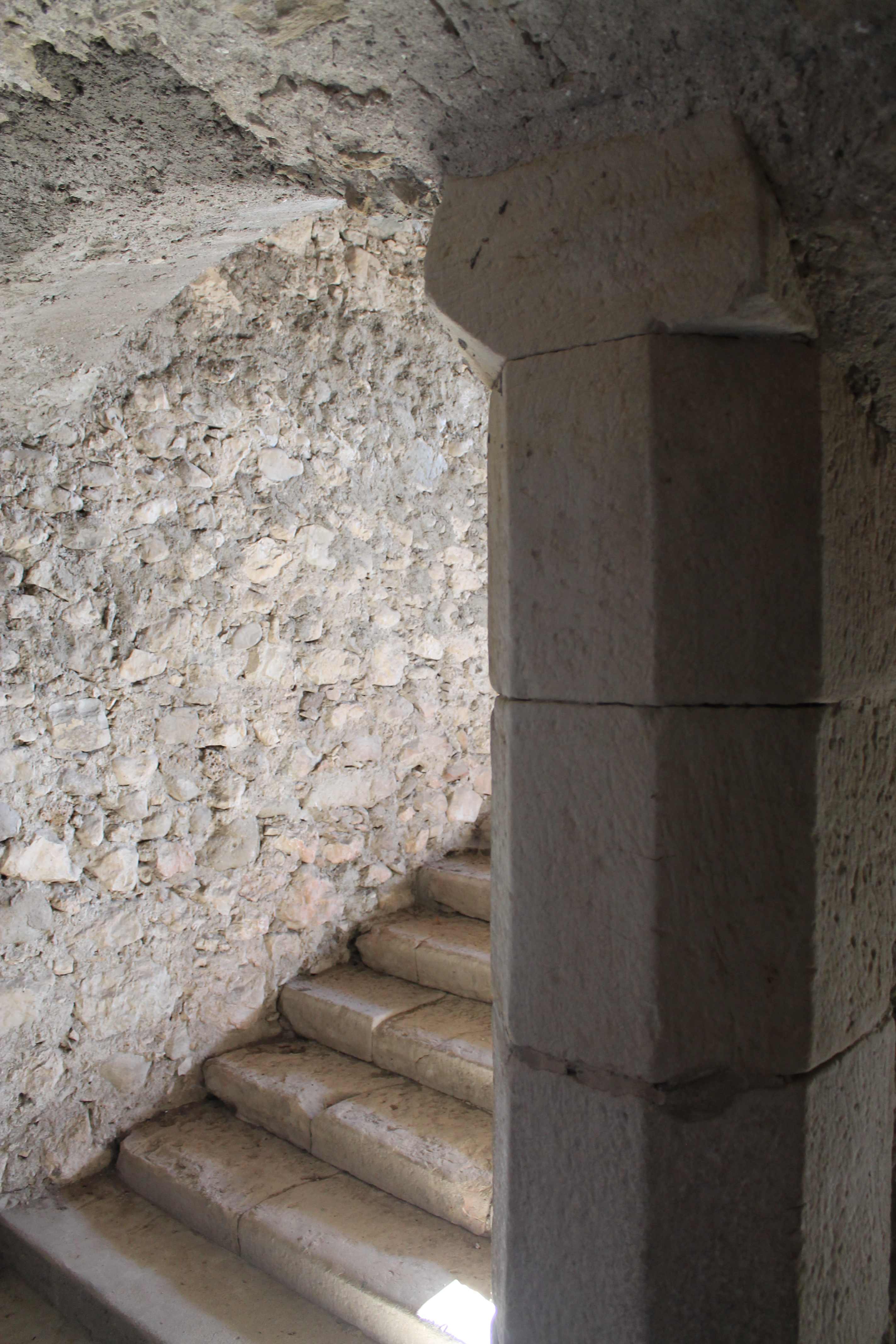
Escaliers renaissance à l’italienne.
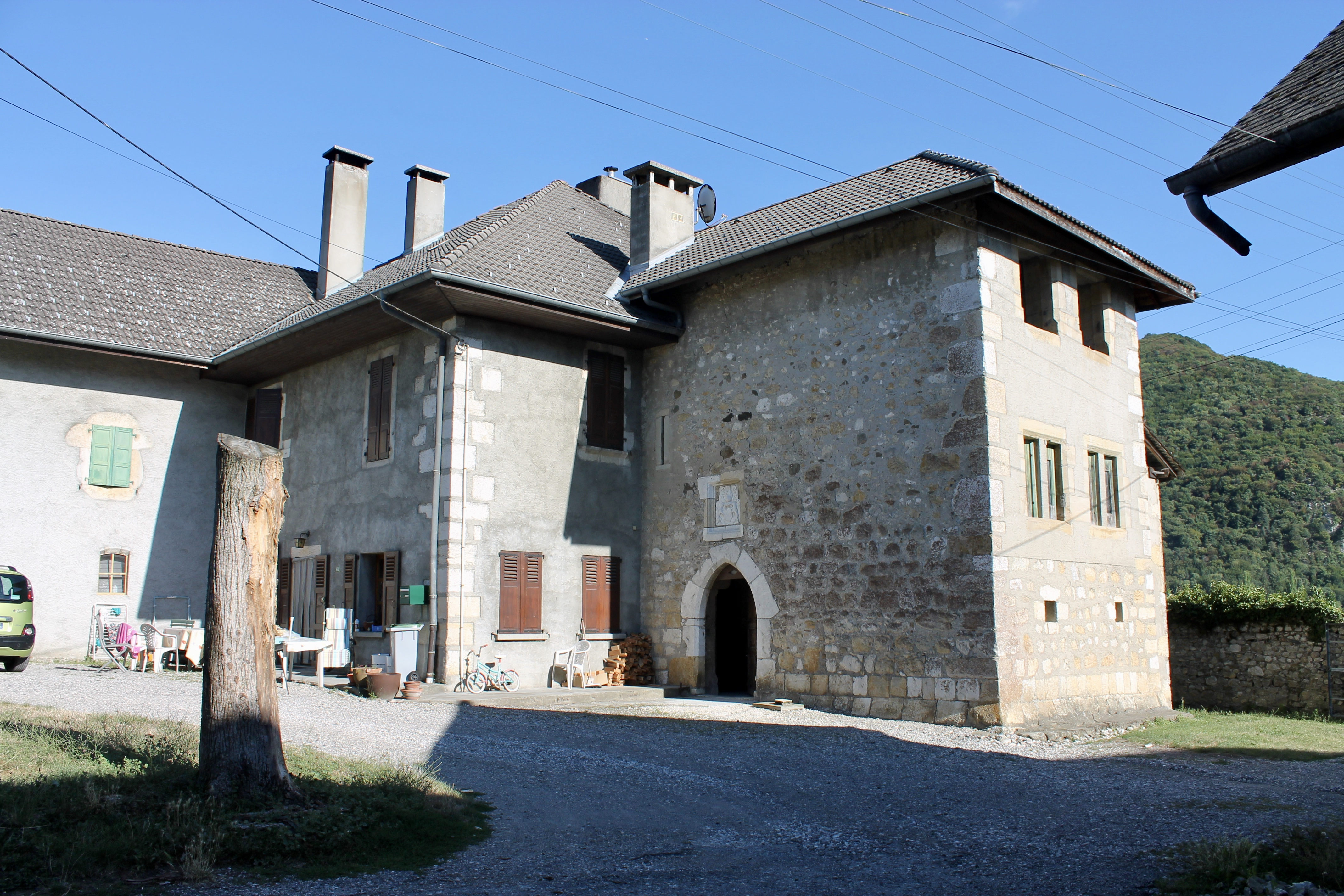
Corps de logis et tour escalier, façade nord.

Le château de Dalmaz est une maison forte située sur la hauteur en face de La Bâtie, au nord-est de La Balme, permettant également de contrôler la voie reliant Annecy à Genève, ainsi qu'une voie secondaire permettant de rejoindre Cruseilles.
De l'ancien château s'est maintenu le logis, un « escalier renaissance à l’italienne » et une tour.

## Châtellenie de La Balme et La Bâtie
Le château de La Balme est le siège d'une châtellenie, dit aussi mandement (mandamentum), dite de La Balme et La Bâtie ou de La Batie et la Balme. Il s’agit plus particulièrement d’une châtellenie comtale, relevant directement du comte de Genève.
Dans le comté de Genève, le châtelain comtal est nommé par le comte et possède de nombreux pouvoirs,. Avec l’intégration au comté de Savoie, à partir de 1401, celui-ci devient un « [officier], nommé pour une durée définie, révocable et amovible »,. Il est chargé de la gestion de la châtellenie ou mandement, il perçoit les revenus fiscaux du domaine, et il s'occupe de l'entretien du château. Le châtelain est parfois aidé par un receveur des comptes, qui rédige « au net [...] le rapport annuellement rendu par le châtelain ou son lieutenant ». Le châtelain est parfois aidé par un receveur des comptes, qui rédige « au net [...] le rapport annuellement rendu par le châtelain ou son lieutenant ».